# Trevor Nunn
Trevor Robert Nunn (14 de enero de 1940) es un director de cine y de teatro británico.  

## Biografía

### Primeros años
Nunn nació en Ipswich, Inglaterra; sus padres fueron Robert Alexander Nunn, un fabricante, y Dorothy May Piper. Asistió a la Northgate Grammar School, en  Ipswich y al Downing College, en Cambridge, en donde comenzó su carrera teatral antes de convertirse en un director aprendiz en el Teatro Belgrade, en Coventry.

### Carrera
En 1968, Nunn comenzó a desempeñarse como director de arte de la Royal Shakespeare Company, cargo que ostentó hasta 1986. También trabajó como director de arte del Royal National Theatre, siguiendo los pasos de Sir Peter Hall. Su primera esposa, Janet Suzman, actuó en varias de sus producciones. Nunn se convirtió en una de las figuras más influyentes en el mundo del teatro, y logró dirigir varias producciones de culto, como la versión de la RSC de The Life and Adventures of Nicholas Nickleby, de Charles Dickens, codirigida por John Caird, y una adaptación musical de la obra de Shakespeare The Comedy of Errors. Ya que tenía habilidad para desempeñarse como director de musicales, en el sector no subsidiado, Nunn dirigió el musical Cats en 1981, que en ese momento fue el musical que más tiempo estuvo en cartel en la historia de Broadway, y realizó la primera producción inglesa de Les Misérables en 1985, también junto a John Caird.
Nunn también ha dirigido óperas en Glyndebourne, y comenzó a dirigir en televisión con Antony and Cleopatra (protagonizada por Suzman) en 1974. Volvió a dirigir su exitosa producción teatral de Porgy and Bess, de  Gershwin para la televisión en 1993, y fue mejor recibida que la versión cinematográfica de la ópera de Samuel Goldwyn - Otto Preminger de la década de 1950. Posteriormente realizó algunos trabajos dirigiendo películas, como Lady Jane (1986), Hedda, una adaptación de Hedda Gabler, y la versión cinematográfica de 1996 de la obra de Shakespeare Twelfth Night. Actualmente está casado con la actriz Imogen Stubbs, a quien dirigió en la obra We Happy Few, y que aparece en algunas de sus producciones, incluyendo Twelfth Night.
Además de Cats y Les Misérables, otras producciones musicales de Nunn incluyen a Starlight Express y Sunset Boulevard. Su producción londinense actual de Les Misérables ha estado en cartel por casi veinticuatro años, mientras que otras obras más recientes que fueron estrenadas en dicha ciudad son My Fair Lady, South Pacific (en la Royal National Theatre), The Woman In White,  Otelo, Acorn Antiques The Musical, The Royal Hunt of the Sun, Rock 'N' Roll (protagonizada por Alice Eve, Sinéad Cusack, Brian Cox y Rufus Sewell) y Porgy and Bess (una versión con diálogos en lugar de la ópera).
La producción más famosa de Nunn es muy posiblemente su versión de Macbeth con la RSC, protagonizada por Ian McKellen como Macbeth y Judi Dench como Lady Macbeth. La producción de Nunn no sólo cobró importancia debido al elenco, sino también a los problemas que debió atravesar durante la producción. La obra se llevaba a cabo con un público no sólo conformado por las personas que habían pagado la entrada, sino también por todos los actores que no estaban en la escena que se estaba ejecutando: se sentaban en bancos de madera, más allá de los demás asientos.
Nunn regresó al teatro de Stratford, dirigiendo una versión moderna de Hamlet en 2004, protagonizada por Ben Whishaw como el príncipe, y estrenada en el teatro Old Vic de Londres. En 2007 sus producciones con la RSC de King Lear y The Seagull se estrenaron en Stratford antes de embarcarse en una gira mundial y de representarse en el New London Theatre desde noviembre de 2007. En las dos obras los protagonistas fueron Ian McKellen, Romola Garai, Frances Barber, Sylvester McCoy, y William Gaunt. Más tarde Nunn realizó una versión para televisión de King Lear, estrenada en 2008 en Boxing Day. En ese mismo año regresó al Teatro Belgrade (en el cual había comenzado su carrera) para dirigir la adaptación de Joanna Murray-Smith de la película de Ingmar Bergman titulada Scenes from a Marriage protagonizada por Imogen Stubbs y Iain Glen.
Su adaptación musical de Lo que el viento se llevó, se estrenó en el New London Theatre en abril de 2008, tras varias críticas, y se representó por última vez el 14 de junio del mismo año después de sólo 79 funciones. En diciembre de 2008 dirigió una nueva versión de A Little Night Music en la Menier Chocolate Factory. Nunn ha declarado que planea llevar esta producción a Broadway; no se sabe si los mismos actores harán los papeles.

### Vida personal
Nunn está casado con la actriz Imogen Stubbs con quien tiene dos hijos, Ellie y Jesse. Con su primera esposa, la actriz Janet Suzman, tuvo un hijo, Joshua, y otros dos, Laurie y Amy, con su segunda esposa Sharon Lee-Hill. Fue condecorado con la Orden del Imperio Británico en 2002.

## Créditos

### Broadway
- Rock 'n' Roll - 4 de noviembre de 2007 – 9 de marzo de 2008
- Les Misérables - 9 de noviembre de 2006 – 6 de enero de 2008
- The Woman in White - 17 de noviembre de 2005 – 19 de febrero de 2006
- Chess - 22 de septiembre de 2003 – 22 de septiembre de 2003
- Vincent in Brixton - 6 de marzo de 2003 – 4 de mayo de 2003
- Oklahoma! - 21 de marzo de 2002 – 23 de febrero de 2003
- Noises Off (como productor original) - 1 de noviembre de 2001 – 1 de septiembre de 2002
- Rose (como productor original) - 12 de abril de 2000 – 20 de mayo de 2000
- Copenhagen (como productor original) - 11 de abril de 2000 – 21 de enero de 2001
- Amy's View (como productor original) - 15 de abril de 1999 – 18 de julio de 1999
- Closer (como productor original) - 25 de marzo de 1999 – 22 de agosto de 1999
- Not About Nightingales - 25 de febrero de 1999 – 13 de junio de 1999
- Arcadia - 30 de marzo de 1995 – 27 de agosto de 1995
- Sunset Boulevard - 17 de noviembre de 1994 – 22 de marzo de 1997
- Aspects of Love - 8 de abril de 1990 – 2 de marzo de 1991
- Chess - 28 de abril de 1988 – 25 de junio de 1988
- Starlight Express - 15 de marzo de 1987 – 8 de enero de 1989
- Les Misérables - 12 de marzo de 1987 – 18 de mayo de 2003
- The Life and Adventures of Nicholas Nickleby - 24 de agosto de 1986 – 12 de octubre de 1986
- André DeShield's Harlem Nocturne (canciones y letras de Trevor Nunn) - 18 de noviembre de 1984 – 30 de diciembre de 1984
- Cyrano de Bergerac (como productor original) - 16 de octubre de 1984 – 19 de enero de 1985
- Much Ado About Nothing (como productor original) - 14 de octubre de 1984 – 16 de enero de 1985
- All's Well that Ends Well  - 13 de abril de 1983 – 15 de mayo de 1983
- Good (como productor original) - 13 de octubre de 1982 – 30 de enero de 1983
- Cats - 7 de octubre de 1982 – 10 de septiembre de 2000
- The Life and Adventures of Nicholas Nickleby - 4 de octubre de 1981 – 3 de enero de 1982
- Piaf - 5 de febrero de 1981 – 28 de junio de 1981
- London Assurance (como productor original) - 5 de diciembre de 1974 – 12 de enero de 1975
- Sherlock Holmes (como productor original) -12 de noviembre de 1974 – 4 de enero de 1976
- Old Times (como productor original) - 16 de noviembre de 1971 – 26 de febrero de 1972
- A Midsummer Night's Dream (como productor original) - 20 de enero de 1971 – 13 de marzo de 1971

### West End
- A Little Night Music - 2009
- Gone with the Wind - 2008
- King Lear - 2007
- The Seagull - 2007
- Porgy and Bess - 2006
- Acorn Antiques: The Musical! - 2005
- The Woman in White - 2004
- Anything Goes - 2002
- South Pacific - 2001
- My Fair Lady - 2001
- Oklahoma! - 1998
- Sunset Boulevard -1993
- The Baker's Wife - 1989
- Aspects of Love - 1989
- Chess - 1986
- Les Misérables - 1985
- Starlight Express - 1984
- Cats - 1981

### Películas
- Hedda (dirección y adaptación) (1975)
- Lady Jane (1986)
- Twelfth Night: Or What You Will (dirección y adaptación) (1996)
- Red Joan (2018)
- Prisoner C33 (2022)

### Televisión
- King Lear (2008, película para TV)
- The Merchant of Venice (2001, película para TV)
- Oklahoma! (1999, película para TV)
- Porgy and Bess (1993, película para TV)
- Othello (1990, película para TV)
- The Life and Adventures of Nicholas Nickleby (1982, miniserie para TV)
- The Three Sisters (1981, película para TV)
- BBC2 Playhouse (serie de TV) - ("Every Good Boy Deserves Favour" (1979)

## Premios y nominaciones
- 2002 Premio Tony por mejor dirección en un musical – Oklahoma! [nominado]
- 2002 Premio Drama Desk por mejor director de un musical – Oklahoma! [nominado]
- 2002 Premio Laurence Olivier por logro destacado
- 2001 Premio Laurence Olivier al mejor director - The Cherry Orchard [nominado]
- 2000 Premio Laurence Olivier al mejor director - Summerfolk / The Merchant of Venice / Troilus and Cressida [ganador]
- 1999 Premio Laurence Olivier al mejor director - Oklahoma! [nominado]
- 1999 Premio Tony al mejor director – Not About Nightingales [nominado]
- 1999 Premio Drama Desk al mejor director – Not About Nightingales [ganador]
- 1995 Premio Tony al mejor director de un musical – Sunset Boulevard [nominado]
- 1995 Premio Laurence Olivier al mejor director -  The Merchant of Venice / Summerfolk [ganador]
- 1995 Premio Drama Desk al mejor director de un musical – Sunset Boulevard [nominado]
- 1994 Premio Laurence Olivier al mejor director - Arcadia [nominado]
- 1990 Premio Tony al mejor director en un musical – Aspects of Love [nominado]
- 1987 Premio Tony al mejor director– Les Misérables [ganador]
- 1989 Premio Laurence Olivier al mejor director - Othello [nominado]
- 1987 Premio Tony al mejor director de un musical– Starlight Express [nominado]
- 1983 Premio Tony al mejor director de un musical – Cats [ganador]
- 1983 Premio Tony al mejor director– All's Well that Ends Well [nominado]
- 1983 Premio Drama Desk al mejor director– All's Well that Ends Well [ganador]
- 1982 Premio Tony al mejor director– The Life and Adventures of Nicholas Nickleby [ganador]
- 1981 Premio Laurence Olivier al mejor director - Cats [nominado]
- 1980 Premio Laurence Olivier al mejor director - The Life and Adventures of Nicholas Nickleby [ganador]
- 1979 Premio Laurence Olivier al mejor director - Once In A Lifetime [nominado]
- 1977 Premio Laurence Olivier al mejor director - Macbeth [nominado]
- 1975 Premio Drama Desk a la experiencia única en teatro – London Assurance [ganador]